# Хамза (слово арапског алфабета)
Хамза (арап. الهَمْزة al-hamzah), записана /ء/, слово је арапског алфабета које представља глотални плозив . Она није једно од двадесет и осам пуних слова, а настала је услед историјских недоследности у стандардном писму. Изведена је прерадом слова ајн, на које веома личи. У феничанском и арамејском писму, од којих арапски алфабет потиче, глотални плозив записиван је алефом, који је касније, у арабљанском издању, нешто измењен. Међутим, алеф не мора нужно представљати овај глас, већ може означавати и дуги вокал . Како би се нагласило да у питању није пун самогласник, хамза је додата као дијакритички знак. У одређеним околностима, хамзу је могуће написати и поред (одвојено од) алефа, као независно слово.